# Vladimir Iecheïev
Vladimir Nikolaïevitch Iecheïev (russe : Владимир Николаевич Ешеев), né le 7 mai 1958 à Novaïa Zaria (RSFS de Russie), est un archer soviétique et russe des années 1980 et 1990. Il est par la suite entraîneur dirigeant de tir à l'arc.

## Carrière
Vladimir Iecheïev est l'archer soviétique des années 1980. Quintuple champion d'URSS (1980, 1981, 1983, 1986 et 1987), il a remporté la médaille de bronze olympique de tir à l'arc aux Jeux olympiques d'été de 1988 à Séoul. Il est sacré champion du monde en 1987 et a obtenu aux Championnats d'Europe la médaille d'or en 1982 et la médaille d'argent en 1988 ainsi qu'un titre européen en salle en 1983.
Il est avec l'équipe soviétique de tir à l'arc champion du monde en 1989, double champion d'Europe en 1988, 1990 et triple champion d'Europe en salle en 1983, 1987 et 1989. Iecheïev remporte un titre européen par équipe en 1992 sous les couleurs de la 
Russie.
Il devient par la suite entraîneur de tir à l'arc, prenant en charge l'équipe du Portugal de 1993 à 1995. Il prend ensuite plusieurs postes importants d'organisations de tir à l'arc :  la présidence de la Fédération russe de tir à l'arc, la vice-présidence de l'Union européenne et méditerranéenne de tir à l'arc et une place au Comité exécutif de la Fédération internationale de tir à l'arc.